# Robert Guillaume
Robert Guillaume (San Luis, Misuri; 30 de noviembre de 1927-Los Ángeles, California; 24 de octubre de 2017), nacido Robert Peter Williams, fue un actor estadounidense. Es conocido por su papel como Benson Du Bois en la serie de televisión Soap y su spin-off Benson, además de hacer la voz de Rafiki en la película animada El rey león y Eli Vance en el videojuego Half-Life 2.

## Biografía
Estudió en la Universidad de San Luis y la Universidad Washington en San Luis antes de entrar al Ejército de los Estados Unidos. Tuvo su debut en Broadway con la obra Kwamina en 1961. Otras obras en las que actuó incluyen Golden Boy, Tambourines to Glory, Guys and Dolls (obtuvo una nominación a los Premios Tony por su interpretación), Jacques Brel is Alive and Well and Living in Paris, la producción de The Phantom of the Opera en la ciudad de Los Ángeles (con Michael Crawford en el papel principal) y Purlie!.
Participó como actor invitado en diversas comedias de situación, como Good Times, The Jeffersons, Sanford and Son, Saved by the Bell: The College Years, The Fresh Prince of Bel-Air y A Different World. Sus primeras participaciones regulares en una serie de televisión fue en Soap, donde interpretó al mayordomo Benson, entre 1977 y 1979. Guillaume continuó su papel en la serie derivada Benson, entre 1979 y 1986. 
Guillaume interpretó al Dr. Franklin en un episodio de la sexta temporada de All in the Family. Interpretó además al consejero matrimonial Edward Sawyer en The Robert Guillaume Show (1989), al detective Bob Ballard en Pacific Station (1991) y al ejecutivo de televisión Isaac Jaffe en la serie Sports Night (1998-2000) de Aaron Sorkin. En enero de 1999, antes de comenzar a filmar un episodio de Sports Night, Guillaume sufrió un accidente cerebrovascular. Tras recuperarse, Sorkin incorporó la experiencia de Guillaume en la serie, haciendo que su personaje también sufriera el mismo problema. Años después participó como actor invitado en 8 Simple Rules for Dating My Teenage Daughter.

## Filmografía

### Cine
- Columbus Circle (2012)
- The Secrets of Jonathan Sperry (2008)
- The Lion King 1½ (2004)
- Big Fish (2003)
- 13th Child (2002)
- Silicon Towers (1999)
- The Lion King II: Simba's Pride (1998)
- First Kid, El hijo del presidente (1996)
- Spy Hard (1996)
- El rey león (1994)
- The Meteor Man (1993)
- Death Warrant (1990)
- Lean on Me (1989)
- They Still Call Me Bruce (1987)
- Wanted: Dead or Alive (1986)
- Prince Jack (1985)
- Seems Like Old Times (1980)
- Super Fly T.N.T. (1973)

### Televisión
- Wanda Sykes Presents Herlarious (2013)
- CSI: Crime Scene Investigation (2008)
- Storyline Online (2008)
- Century City
- 8 Simple Rules... for Dating My Teenage Daughter (2003)
- The Proud Family (2002)
- Moesha (2000)
- Sports Night (1998-2000)
- Happily Ever After: Fairy Tales for Every Child (1995-2000)
- Timón y Pumba (1995-1999)
- The Outer Limits (1998)
- His Bodyguard (1998)
- Merry Christmas, George Bailey (1997)
- Touched by an Angel (1997)
- Goode Behavior (1997)
- Promised Land (1996)
- Sparks (1996)
- Pandora's Clock (1996)
- Panic in the Skies! (1996)
- Run for the Dream: The Gail Devers Story (1996)
- The Fresh Prince of Bel-Air (1994)
- Capitán Planeta y los planetarios (1994)
- Burke's Law (1994)
- Saved by the Bell: The College Years (1993)
- Diagnosis Murder (1993)
- The Addams Family (1993)
- Jack's Place (1992)
- L.A. Law (1992)
- Fish Police (1992)
- A Different World (1991-1992)
- Pacific Station (1991-1992)
- The Robert Guillaume Show (1989)
- Crossbow (1987)
- Benson (1979-1986)
- Norte y Sur (1985)
- The Fantastic World of D.C. Collins (1984)
- The Love Boat (1980-1981)
- Soap (1977-1980)
- Good Times (1977)
- The Jeffersons (1975)
- All in the Family (1975)
- Sanford and Son (1975)
- Marcus Welby, M.D. (1970)
- Julia (1969)